# Damir
Damir (česky Damír) je mužské křestní jméno slovanského původu, četné zejména v Rusku, v některých zemích bývalého Sovětského svazu a v zemích bývalé Jugoslávie, obzvláště pak v Chorvatsku. Podle chorvatského kalendáře slaví svátek 11. prosince, společně se jménem Daniel.
Ženská podoba tohoto jména je Damira, popřípadě Damirka.

## Původ
Jméno Damir je slovanského původu, pochází ze spojení slov dát a mír, znamená tedy ten, kdo dává mír. V Bosně a Hercegovině je také jméno vykládáno jako varianta jména Demir, které je tureckého původu a znamená železný.

## Domácké podoby
Mezi české domácké podoby jména Damír patří Damík, Damírek, Mirek, Míra, Mirda apod.

## Počet nositelů
K roku 2014 žilo na světě přibližně 189 460 nositelů křestního jména Damir.

### Země bývalého SSSR
V roce 2014 žilo na celém území bývalého Sovětského svazu celkem 140 352 nositelů tohoto jména, kteří tvoří 74,1 % světové populace. V tabulce jsou uvedeny pouze země, v nichž se jméno Damir vyskytuje běžně, v ostatních zemích SSSR se vyskytuje sporadicky.
| Stát         | Četnost | Pořadí |
| ------------ | ------- | ------ |
| Rusko        | 69 292  | 173.   |
| Kazachstán   | 46 287  | 88.    |
| Uzbekistán   | 16 322  | 419.   |
| Kyrgyzstán   | 3 325   | 308.   |
| Tádžikistán  | 2 726   | 524.   |
| Turkmenistán | 1 029   | 438.   |
| Ázerbájdžán  | 952     | 1 288. |
| Bělorusko    | 210     | 599.   |

### Země bývalé Jugoslávie
V roce 2014 žilo na celém území bývalé Jugoslávie přibližně 38 289 nositelů tohoto jména, kteří tvoří 20,2 % světové populace. Naprostá většina (téměř 83 %) nositelů žije v Chorvatsku, kde je Damir čtrnáctým nejčastějším křestním jménem.
| Stát                | Četnost | Pořadí |
| ------------------- | ------- | ------ |
| Chorvatsko          | 31 733  | 14.    |
| Slovinsko           | 2 274   | 258.   |
| Bosna a Hercegovina | 2 081   | 441.   |
| Srbsko              | 1 873   | 506.   |
| Černá Hora          | 206     | 525.   |
| Kosovo              | 110     | 2 072. |
| Severní Makedonie   | 12      | 6 044. |

## Vývoj popularity
Nejvíce populární bylo jméno Damir v Chorvatsku v mezi druhou polovinou 50. let a druhou polovinou 80. let 20. století. V osmdesátých letech začala popularita jména prudce klesat. Nejvíce populární bylo jméno v letech 1965 a 1966, v každém z těchto roků se narodilo 3,8 % nositelů žijících k roku 2013. V současnosti je již jméno mezi novorozenci vzácné, k roku 2013 činila popularita jména pouze 0,09 %.

## Významné osobnosti
- Damir Bajs – chorvatský politik
- Damir Doma – chorvatský módní designér
- Damir Džumhur – bosenský tenista
- Damir Grlić – chorvatský fotbalista
- Damir Kajin – chorvatský politik
- Damir Kaletović – bosenský novinář
- Damir Kedžo – chorvatský popový zpěvák
- Damir Martin – chorvatský veslař
- Damir Nikšić – bosenský konceptuální umělec
- Damir Polančec – chorvatský politik
- Damir Rašić – chorvatský fotbalista
- Damir Rilje – chorvatský politik a starosta města Trogir
- Damir Špoljarič – český podnikatel
- Damir Urban – chorvatský hudebník